# 毛湛毛氏宗祠
毛湛毛氏宗祠，位于中国福建省光泽县司前乡台山村，清嘉庆年间（1796—1820年）建，建筑面积720平方米。砖石构一字式门楼，前后三进，三开间。正大门与大殿前天井之间为戏台，屋顶为庑殿顶；天井两侧廊楼为看台。正殿与中殿间置过厅，过厅两侧为天井。戏台与过厅均有藻井，木构件雕饰丰富精美。毛氏家族部分后裔在台湾。2009年11月16日公布为第七批福建省文物保护单位。